# HMS Defence (1763)
Pour les autres navires du même nom, voir HMS Defence.

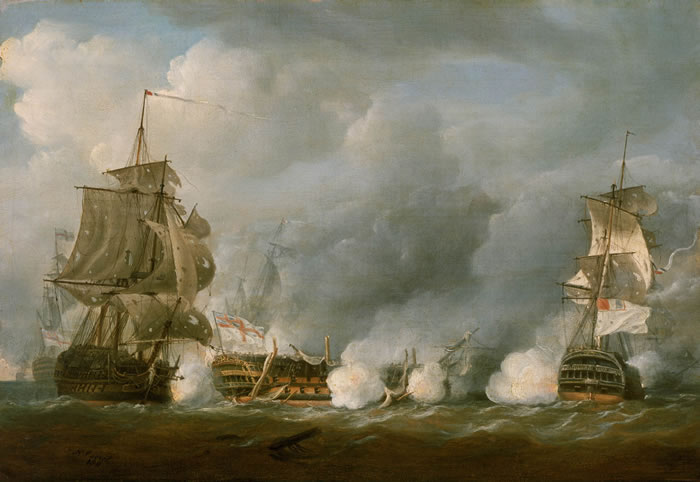
Le HMS Defence (au centre) à la bataille du 13 prairial an II.

Le HMS Defence est un vaisseau de ligne de 3e rang de 74 canons en service dans la Royal Navy. Lancé le 31 mars 1763 au chantier naval de Plymouth, il prend part à de très nombreux affrontements pendant la guerre d'indépendance américaine, les guerres de la Révolution française puis les guerres napoléoniennes. La quasi-totalité de son équipage périt lors du naufrage du navire sur les côtes du Jutland en 1811.